# Internationaal filmfestival van Berlijn 2025
Het 75ste Internationaal filmfestival van Berlijn is een internationaal filmfestival dat plaats vindt in Berlijn van 13 tot en met 23 februari 2025.
De Amerikaanse filmmaker Todd Haynes fungeert als juryvoorzitter voor de hoofdcompetitie. De openingsfilm van het festival is Das Licht van Tom Tykwer.

## Internationale competitie

### Jury
De internationale jury:
| Naam | Naam                         | Beroep                                          | Nationaliteit      |
| ---- | ---------------------------- | ----------------------------------------------- | ------------------ |
|      | Todd Haynes (juryvoorzitter) | filmregisseur, scenarioschrijver, filmproducent | Verenigde Staten   |
|      | Fan Bingbing                 | actrice                                         | China              |
|      | Maria Schrader               | actrice, filmmaker                              | Duitsland          |
|      | Rodrigo Moreno               | filmmaker                                       | Argentinië         |
|      | Nabil Ayouch                 | filmmaker                                       | Frankrijk- Marokko |
|      | Bina Daigeler                | kostuumontwerper                                | Duitsland          |
|      | Amy Nicholson                | filmcriticus, auteur                            | Verenigde Staten   |

### Deelnemers
De volgende films werden geselecteerd voor de internationale competitie. De gearceerde film betreft de winnaar van de Gouden Beer.
| Originele titel               | Engelse titel                    | Regisseur(s)                   | Land                                                           |
| ----------------------------- | -------------------------------- | ------------------------------ | -------------------------------------------------------------- |
| Ari                           | Ari                              | Léonor Serraille               | Frankrijk België                                               |
| Blue Moon                     | Blue Moon                        | Richard Linklater              | Verenigde Staten Ierland                                       |
| La Cache                      | The Safe House                   | Lionel Baier                   | Zwitserland Luxemburg Frankrijk                                |
| Dreams                        | Dreams                           | Michel Franco                  | Mexico                                                         |
| Drømmer                       | Dreams (Sex Love)                | Dag Johan Haugerud             | Noorwegen                                                      |
| Geu jayeoni nege mworago hani | What Does that Nature Say to You | Hong Sang-soo                  | Zuid-Korea                                                     |
| Hot Milk                      | Hot Milk                         | Rebecca Lenkiewicz             | Verenigd Koninkrijk                                            |
| If I Had Legs I'd Kick You    | If I Had Legs I'd Kick You       | Mary Bronstein                 | Verenigde Staten                                               |
| Kontinental '25               | Kontinental '25                  | Radu Jude                      | Roemenië                                                       |
| El mensaje                    | The Message                      | Iván Fund                      | Argentinië Spanje                                              |
| Mother's Baby                 | Mother's Baby                    | Johanna Moder                  | Oostenrijk Zwitserland Duitsland                               |
| Reflet dans un diamant mort   | Reflection in a Dead Diamond     | Hélène Cattet en Bruno Forzani | België Luxemburg Italië Frankrijk                              |
| Sheng xi zhi di               | Living the Land                  | Huo Meng                       | China                                                          |
| Strichka chasu                | Timestamp                        | Kateryna Gornostai             | Oekraïne Luxemburg Nederland Frankrijk                         |
| La Tour de glace              | The Ice Tower                    | Lucile Hadžihalilović          | Frankrijk Duitsland                                            |
| O último azul                 | The Blue Trail                   | Gabriel Mascaro                | Brazilië Mexico Chili Nederland                                |
| Was Marielle weiß             | What Marielle Knows              | Frédéric Hambalek              | Duitsland                                                      |
| Xiang fei de nv hai           | Girls on Wire                    | Vivian Qu                      | China                                                          |
| Yunan                         | Yunan                            | Ameer Fakher Eldin             | Duitsland Canada Italië Palestina Qatar Jordanië Saoedi-Arabië |

## Berlinale Special
De volgende films werden geselecteerd voor de Berlinale Special-sectie. 
| Originele titel                                | Engelse titel                                 | Regisseur(s)                           | Land                                            |
| Berlinale Special Gala                         | Berlinale Special Gala                        | Berlinale Special Gala                 | Berlinale Special Gala                          |
| ---------------------------------------------- | --------------------------------------------- | -------------------------------------- | ----------------------------------------------- |
| Das Licht                                      | The Light                                     | Tom Tykwer                             | Duitsland Frankrijk                             |
| Köln 75                                        | Köln 75                                       | Ido Fluk                               | Duitsland Polen België                          |
| Mickey 17                                      | Mickey 17                                     | Bong Joon-ho                           | Verenigde Staten Zuid-Korea Verenigd Koninkrijk |
| The Narrow Road to the Deep North (miniserie)  | The Narrow Road to the Deep North (miniserie) | Justin Kurzel                          | Australië                                       |
| The Thing with Feathers                        | The Thing with Feathers                       | Dylan Southern                         | Verenigd Koninkrijk                             |
| Berlinale Special                              |                                               |                                        |                                                 |
| Je n’avais que le néant - "Shoah" par Lanzmann | All I Had Was Nothingness                     | Guillaume Ribot                        | Frankrijk                                       |
| Ancestral Visions of the Future                | Ancestral Visions of the Future               | Lemohang Jeremiah Mosese               | Frankrijk Lesotho Duitsland Saoedi-Arabië       |
| A melhor mãe do mundo                          | The Best Mother in the World                  | Anna Muylaert                          | Brazilië Argentinië                             |
| Honey Bunch                                    | Honey Bunch                                   | Madeleine Sims-Fewer, Dusty Mancinelli | Canada                                          |
| Islands                                        | Islands                                       | Jan-Ole Gerster                        | Duitsland                                       |
| Pa-gwa (파과)                                  | The Old Woman With the Knife                  | Min Kyu-dong                           | Zuid-Korea                                      |
| Shoah (1985)                                   | Shoah (1985)                                  | Claude Lanzmann                        | Frankrijk                                       |

## Berlinale Classics
De volgende films werden geselecteerd voor de Classics-sectie. 
| Originele titel          | Engelse titel              | Regisseur(s)                      | Land                           |
| ------------------------ | -------------------------- | --------------------------------- | ------------------------------ |
| Dirty Harry (1971)       | Dirty Harry (1971)         | Don Siegel                        | Verenigde Staten               |
| Vestida de azul (1983)   | Dressed in Blue            | Antonio Giménez-Rico              | Spanje                         |
| The Goddess (1934)       | 神女                       | Wu Yonggang                       | China                          |
| Hell's Angels (1930)     | Hell's Angels (1930)       | Howard Hughes en James Whale      | Verenigde Staten               |
| The Paradine Case (1947) | The Paradine Case (1947)   | Alfred Hitchcock                  | Verenigde Staten               |
| Naerata ometi (1985)     | Smile at Last              | Leida Laius en Arvo Iho           | Sovjet-Unie                    |
| Solo Sunny (1980)        | Solo Sunny (1980)          | Konrad Wolf en Wolfgang Kohlhaase | Duitse Democratische Republiek |
| 清作の妻                 | The Wife of Seisaku (1965) | Yasuzô Masumura                   | Japan                          |

## Prijzen
- Gouden Beer: Drømmer van Dag Johan Haugerud[5]
- Zilveren Beer - Grote juryprijs: O último azul (The Blue Trail) van Gabriel Mascaro
- Zilveren beer - Juryprijs: El mensaje (The Message) van Ivan Fund
- Zilveren Beer voor beste regisseur: Huo Meng voor Sheng xi zhi di (Living the Land)
- Zilveren Beer voor beste hoofdrol: Rose Byrne in If I Had Legs I'd Kick You
- Zilveren Beer voor beste bijrol: Andrew Scott in Blue Moon
- Zilveren Beer voor beste scenario: Radu Jude voor Kontinental '25
- Zilveren Beer voor de beste artistieke bijdrage: het ensemble van La Tour de glace
- Teddy Award voor beste film: Lesbian Space Princess van Emma Hough Hobbs en Leela Varghese[6]
- Gouden Erebeer: Tilda Swinton[7]
- Beste documentaire: Holding Liat van Brandon Kramer
- Gouden Beer voor beste korte film: Lloyd Wong van Lesley Loksi Chan
- Zilveren Beer (Juryprijs) voor beste korte film: Ordinary Life van Yoriko Mizushiri